# Edwin Nelson
Edwin Nelson (* 28. September 1881 in Denver, Colorado; † 19. September 1961 in Grangeville, Idaho) war ein US-amerikanischer Politiker. Zwischen 1943 und 1945 war er Vizegouverneur des Bundesstaates Idaho.

## Werdegang
Edwin Nelson wuchs zunächst in Denver auf und lebte dann auf der Ranch seiner Eltern in Grangeville. Dort besuchte er auch die öffentlichen Schulen. Später begann er eine geschäftliche Laufbahn. 30 Jahre lang war er Vorstandsmitglied der Firma Union Warehouse and Supply Co. in Grangeville. Er gehörte auch dem Vorstand der Vereinigung North Pacific Grain Growers an. In Grangeville war er Mitglied einiger Vereine und Organisationen.
Politisch schloss sich Nelson der Republikanischen Partei an. Seit 1924 war er für drei Legislaturperioden Mitglied im Senat von Idaho. 1942 wurde er an der Seite von C. A. Bottolfsen zum Vizegouverneur seines Staates gewählt. Dieses Amt bekleidete er zwischen dem 4. Januar 1943 und dem 1. Januar 1945. Dabei war er Stellvertreter des Gouverneurs und Vorsitzender des Staatssenats. Er starb am 19. September 1961 in Grangeville. Seit dem 23. Dezember 1903 war er mit Hattie Zehner verheiratet.